# Olof Olin
Olof Olin var en svensk violinist vid Kungliga hovkapellet.

## Biografi
Olof Olin anställdes 1772 som andre violinist vid Kungliga hovkapellet i Stockholm, en plats han innehade tills han fick avsked 1780. 
Olin stod dock fortsatt kvar på avlöningslistorna under 1780-talet och kvarbodde i Stockholm under några år. Därefter saknas han i 1790 års mantalslängder.
Han gifte sig med Maria Christina Harén.